# Вандома
Вандома (порт. Vandoma)  —  район (фрегезия) в Португалии,  входит в округ Порту. Является составной частью муниципалитета  Паредеш. По старому административному делению входил в провинцию Дору-Литорал. Входит в экономико-статистический  субрегион Тамега, который входит в Северный регион. Население составляет 2074 человека на 2001 год. Занимает площадь 5,27 км².
Покровителем района считается Святая Евлалия (порт. Santa Eulália). 